# Лихобори (локомотивне депо)
55°50′22.69″ пн. ш. 37°31′12.13″ сх. д. / 55.8396361° пн. ш. 37.5200361° сх. д.

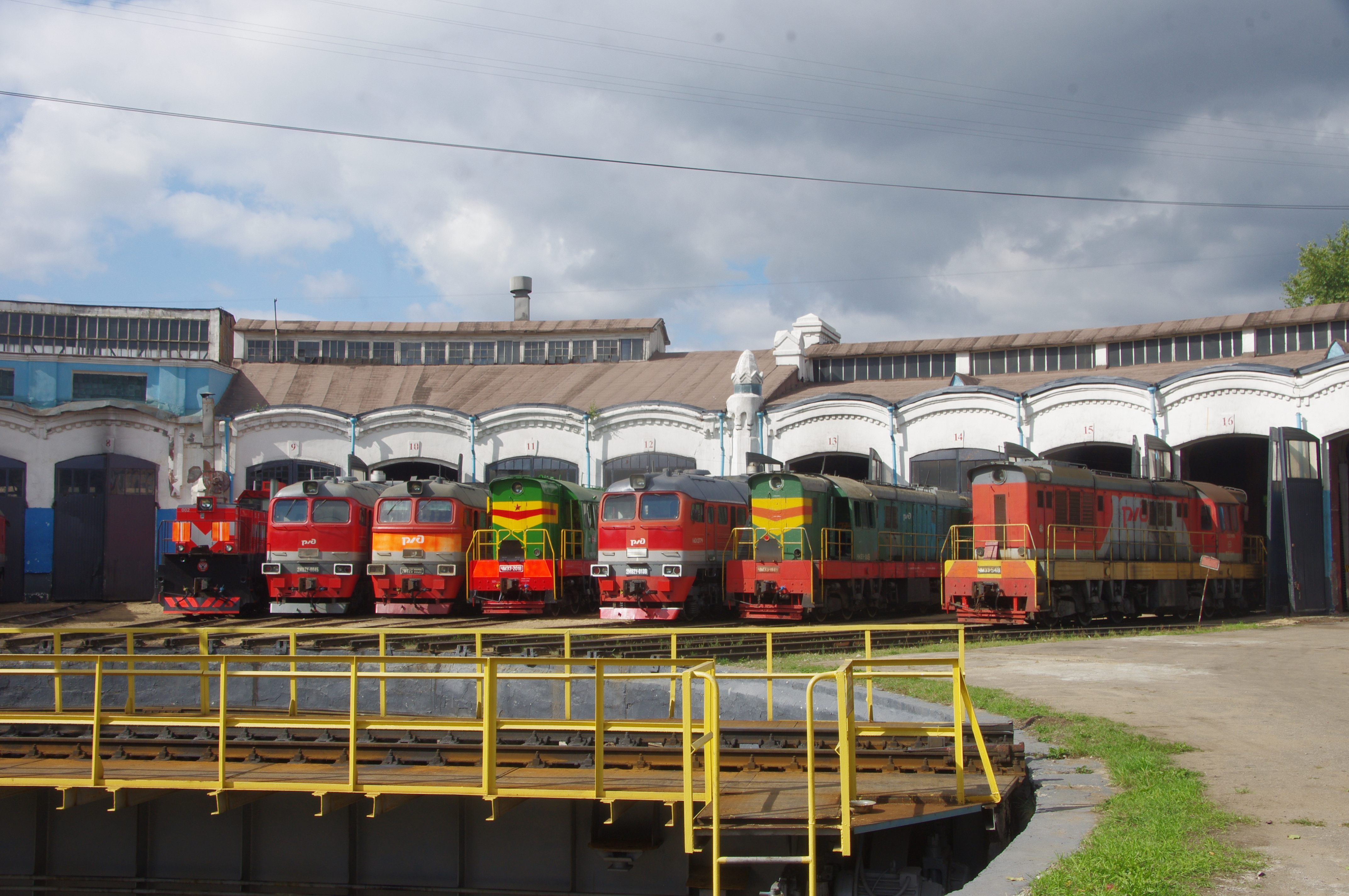
Тепловози на віялі

Локомотивне депо «Лихобори» — підприємство залізничного транспорту належить Московській залізниці. Депо займається ремонтом і експлуатацією тягового рухомого складу. Є єдиним депо в межах МКАД (з урахуванням філій «Любліно» і «Підмосковна»), яке обслуговує тільки тепловози.

## Історія депо
Старе позначення - «ТЧ-15» (на середину 2010-х «ТЧЕ-2»). На середину 2010-х на базі старого локомотивного депо «Лихобори» утворено три підприємства: експлуатаційне локомотивне депо «Лихобори-Окружні» (ТЧЕ-2), ремонтне локомотивне депо «Лихобори» (ТЧР-15) і сервісне локомотивне депо «Лихобори» («СЛД -26»). Депо має поворотний круг.
На підставі наказу № 58/Н від 02.11.1965 депо спеціалізувалося на великому і малому періодичному ремонтах тепловозів «ТЕМ1», «ТЕМ2», «ТЕ2» і малому періодичному «ТЕ3».
З 2005 р по липень 2009 р - депо було скасовано і було виробничою дільницею депо «Любліно».
У зв'язку з реорганізацією локомотивного господарства ВАТ «РЖД» на підставі наказу № 156/Н від 15.06.09 локомотивне депо розділене на ремонтне локомотивне депо «ТЧР-15» - структурний підрозділ Дирекції з ремонту тягового рухомого складу Московської залізниці і експлуатаційне локомотивне депо «ТЧЕ-2» «Лихобори-Окружні» - структурний підрозділ Московсько-Курського відділення Московської залізниці.
Депо має філії на ст. «Серпухов» (ФТЧ-81), «Підмосковна» і «Любліно»

## Тягові плечі
Депо обслуговує МКЗ, виконує вивізну і маневрову роботи на станціях московського вузла.

## Рухомий склад
У приписному парку локомотивного депо «Лихобори» в різний час перебували тепловози «2М62», «ТЕ1», «ТЕ2, «ТЕ3», ТЕМ1, ТЕМ2, ТЕМ4.
На середину 2010 до депо приписані тепловози «ЧМЕ3», «ЧМЕ3Т», «ЧМЕ3Е», «2М62», «2М62У». Також «ТЕМ18Г», що працює на газу, але знаходиться в консервації. Також на ділянці «Любліно» експлуатаційного локомотивного депо «Лихобори-Окружні» працюють три тепловози серії ТЕМ7. Чотири автомотриси «АЧ2», що раніше знаходилися на балансі депо, передані в АХЦ, але як і раніше обслуговуються бригадами експлуатаційного локомотивного депо Лихобори-Окружні.